# 短序鞘花
短序鞘花（学名：Macrosolen robinsonii）为桑寄生科鞘花属下的一个种。

## 扩展阅读
- 維基物種上的相關：短序鞘花